# Jałowy Róg
Jałowy Róg – mała osada leśna w Polsce położona w województwie podlaskim, w powiecie augustowskim, w gminie Płaska. Leży
```
wokół leśniczówki 
Jałowy Róg
 na obszarze 
Puszczy Augustowskiej
 i nad 
Czarną Hańczą
 (znajduje się tu stanica wodna). 
```

Osada jest częścią składową sołectwa Mikaszówka.
W latach 1975–1998 miejscowość należała administracyjnie do województwa suwalskiego.